# Serraca distincta
Serraca distincta là một loài bướm đêm trong họ Geometridae.